# Pain Hustlers
Pain Hustlers ist ein Kriminalfilm und eine Schwarze Komödie von David Yates. Das Drehbuch für den Film basiert auf einem Zeitungsartikel und einem Buch von Evan Hughes. Der Film feierte im September 2023 beim Toronto International Film Festival seine Premiere und wurde Ende Oktober 2023 in das Programm von Netflix aufgenommen.

## Handlung
Die Highschool-Abbrecherin Liza Drake wechselt von einem Job zum nächsten, doch sie hat größere Ambitionen. Die alleinerziehende Mutter träumt von einem besseren Leben für sich und ihre Tochter Phoebe, die an Epilepsie leidet.
Als Tänzerin in einer Tabledance-Bar lernt sie den Pharmareferenten Pete Brenner kennen, der ihr zu einem Job bei seinem Arbeitgeber verhilft. Das finanziell klamme Startup-Unternehmen residiert in einem in die Jahre gekommenen Einkaufszentrum und sucht erfolglos nach einer Anschubfinanzierung für die Vermarktung seines einzigen Produktes. Das Medikament Lonafen ist ein schnell wirkendes Opioid für die Schmerzbehandlung von Krebspatienten. Es wirkt nachweislich schneller und mit weniger Nebenwirkungen als die fest im Markt etablierten Konkurrenzprodukte und soll trotzdem nur eine sehr geringe Suchtgefahr aufweisen.
Dank ihrer charmanten und zugleich forschen Art macht Liza eine steile Karriere und steigt zusammen mit Brenner an die Spitze des Unternehmens auf. Doch unter dem Druck der Börsenerwartungen beginnt ihr ganz auf Wachstum und Profit fixierter Arbeitgeber, das fentanylhaltige Medikament abseits der Krebsbehandlung auch als ganz normales Schmerzmittel zu vermarkten und von finanziell motivierten Ärzten massenhaft verschreiben zu lassen.
Die Wachstumsstory des Startup und Lizas Traumkarriere finden ein jähes Ende, als die für die betroffenen Patienten katastrophalen und teilweise tödlichen Konsequenzen die Aufsichts- und Strafverfolgungsbehörden auf den Plan rufen.

## Produktion

### Regie und Drehbuch

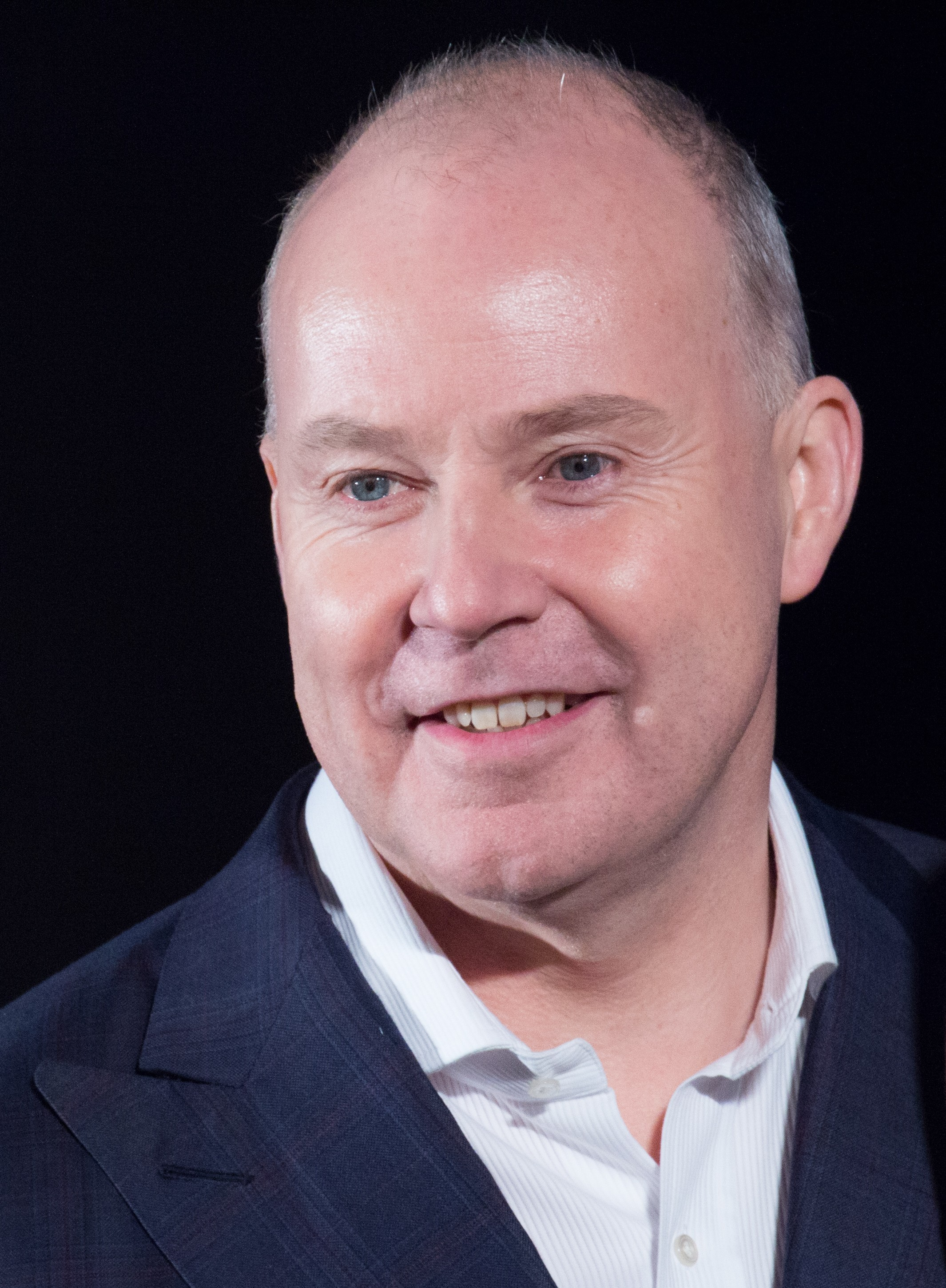
Regisseur David Yates

Regie führte David Yates. Wells Tower schrieb das Drehbuch, basierend auf dem Artikel The Pain Hustlers von Evan Hughes, der am 2. Mai 2018 im New York Times Magazine erschien, und dessen im Januar 2022 veröffentlichtem Roman The Hard Sell. In dem Artikel erzählt Hughes die Geschichte von Alec Burlakoff, der sich im Sommer 2012 mit Steven Chun, einem Arzt und Besitzer von Sarasota Pain Associates, zum Abendessen in einem Fischrestaurant in Florida traf. Burlakoff war Vertriebsleiter bei Insys Therapeutics, einem in Arizona ansässigen Pharmaunternehmen mit nur einem Produkt im Angebot, einem neuen und hochwirksamen Opioid-Schmerzmittel namens Subsys. Burlakoff war ein Vertriebsgenie und ein Fachmann in diesem Marktsegment. Chun, der bei der Schmerzbehandlung regelmäßig Opioide verschrieb, verfügte über einwandfreie Qualifikationen und hatte an der University of Washington, dem Cornell Medical College und dem Memorial Sloan Kettering Cancer Center studiert. Für Insys war Chun genau der richtige Arzt. Ende der 1990er Jahre stieg der Verkauf von verschreibungspflichtigen Opioiden noch steil an, doch als Subsys im Jahr 2012 auf den Markt kam, führten die zunehmende behördliche Kontrolle und die sich ändernde ärztliche Einstellung dazu, dass weniger Opioide verschrieben wurden. Weil Chun weiterhin ein Verfechter der Schmerzbehandlung mit Betäubungsmitteln war, wollte Burlakoff ihn unbedingt dazu bringen, mit Subsys zusammenzuarbeiten und dem Unternehmen so mögliche Einnahmen in Millionenhöhe zu sichern. Von den Machern wird der Film als tonal ähnlich The Wolf of Wall Street und American Hustle beschrieben.
Als Yates den Artikel von seinem Kollegen Lewis Taylor geschickt bekam, sei er sofort von der Schilderung eines völlig anderen Gesundheitssystems in den USA als in Großbritannien fasziniert gewesen, so der Regisseur. In seinem Film zeigt Yates, wie der Kapitalismus das Gesundheitssystem in den USA pervertiert hat, wo Pharmaunternehmen mehr an ihren vierteljährlichen Gewinnen interessiert sind, als den Menschen zu helfen. „Wir haben im Vereinigten Königreich ein öffentliches Gesundheitssystem, das große Probleme mit der Finanzierung und den Ressourcen hat, aber es scheint mir besser zu sein, als alles nur über das Geldverdienen zu definieren“, so Yates. An erster Stelle sollte in einem solchen Gesundheitssystem stehen, dass es den Menschen gut geht, und nicht nur, dass die Aktionäre zufriedengestellt werden.

### Besetzung und Dreharbeiten

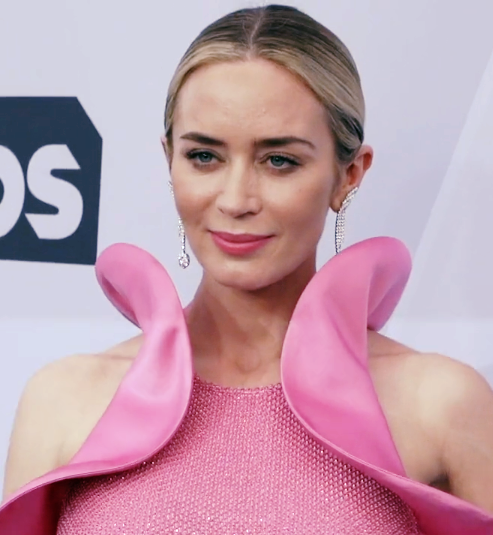
Emily Blunt spielt Liza Drake

Bei den im Film zu sehenden Figuren handelt es sich um fiktive Personen. Emily Blunt spielt in der Hauptrolle Liza Drake. In einer weiteren Hauptrolle spielt Chris Evans Pete Brenner, der Liza in das kleine Start-Up holt. Chloe Coleman spielt Lizas Tochter Phoebe und Catherine O’Hara ihre Mutter Jackie. Andy García spielt Dr. Jack Neel, den Geschäftsführer des Start-Ups, und Jay Duplass den Marketingleiter des Unternehmens. Brian d’Arcy James ist in der Rolle von Dr. Lydell zu sehen.
Der britische Kameramann George Richmond war zuletzt für die Filmbiografie Rocketman von Dexter Fletcher, den Science-Fiction-Film Free Guy von Shawn Levy und für Phantastische Tierwesen: Dumbledores Geheimnisse von Regisseur Yates tätig.

### Filmmusik, Marketing und Veröffentlichung
Die Filmmusik komponierte Michael Dean Parsons gemeinsam mit James Newton Howard, mit dem Yates bereits für alle drei Teile der Phantastische-Tierwesen-Filme zusammenarbeitete. Das Soundtrack-Album mit insgesamt 15 Musikstücken wurde am 27. Oktober 2023 von Netflix Music als Download veröffentlicht.
Anfang September 2023 wurde der erste Trailer vorgestellt. Die Weltpremiere fand am 11. September 2023 beim Toronto International Film Festival statt. Netflix erwarb für 50 Millionen US-Dollar die Rechte am Film. Nachdem Pain Hustlers am 20. Oktober 2023 für eine Woche in ausgewählte US-Kinos kam, nahm der Streamingdienst den Film am 27. Oktober 2023 in sein Programm auf.

## Rezeption

### Kritiken
In den englischsprachigen Medien fand der Film einen überwiegend negativen Widerhall. Basierend auf der Auswertung von 113 Kritiken weist Rotten Tomatoes eine Positivquote von lediglich 23 Prozent aus. Während an Emily Blunts überzeugender Darstellung der Highschool-Abbrecherin Liza Drake in der Hauptrolle kaum etwas beanstandet und sie wie auch Chris Evans als großartig beschrieben wurde, waren Kritiker von anderen Aspekten des Films enttäuscht. Bei seinem Versuch, wie The Wolf of Wall Street zu sein, mache Pain Hustlers aufgrund der Schwächen des Drehbuchs weder Spaß, noch sei der Film spannend. Auch die animierten Szenen und das verwendete Schwarz-Weiß-Archivmaterial wurden vielfach als eher störend beschrieben.

### Auszeichnungen
Make-Up Artists and Hair Stylists Guild Awards 2024
- Nominierung für die Besten zeitgenössischen Frisuren (Michelle Johnson & Dennis Bailey)[21]

## Synchronisation
Die deutsche Synchronisation entstand nach einem Dialogbuch von Claudia Sander und der Dialogregie von Nico Sablik im Auftrag der EVA Studios Germany GmbH in Berlin.
| Darsteller         | Synchronsprecher          | Rolle                 |
| ------------------ | ------------------------- | --------------------- |
| Chris Evans        | Dennis Schmidt-Foß        | Pete Brenner          |
| Emily Blunt        | Bianca Krahl              | Liza Drake            |
| Andy Garcia        | Stephan Schwartz          | Dr. Jack Neel         |
| Aubrey Dollar      | Nicole Hannak             | Andy                  |
| Mike Stoudt        | Matthias Klie             | Banker                |
| Jay Duplass        | Leonhard Mahlich          | Brent Larkin          |
| Britt Rentschler   | Leonie Dubuc              | Camille               |
| Samantha Kacho     | Juliane 'Maju' Schöttler  | Catherine             |
| David Kronawitter  | Frank Röth                | Dr. Elliot Hartigan   |
| Michael Lowry      | Hanns Jörg Krumpholz      | Dr. Jack Neels Anwalt |
| Brian d’Arcy James | Florian Halm              | Dr. Nathan Lydell     |
| Amit Shah          | Julien Haggège            | Eric Paley            |
| Adrian Eppley      | Nurcan Özdemir            | Heather               |
| Catherine O’Hara   | Ulrike Möckel             | Jackie Drake          |
| Donna Duplantier   | Claudia Kleiber           | Jane Yagoda           |
| Selena Anduze      | Elisa Bannat              | Kate                  |
| Valerie LeBlanc    | Berenice Weichert         | Laurene               |
| Greyson Chadwick   | Gabrielle Pietermann      | Maria                 |
| Willie Raysor      | Marcel Collé              | Matt                  |
| Joseph Mazza       | Constantin von Jascheroff | Neurologe             |
| Chinet Scott       | Flavia Vinzens            | Nicole                |
| Chloe Coleman      | Emilia Raschewski         | Phoebe Drake          |
| Nick J. McNeil     | Johann Fohl               | Randy                 |
| Jackie Goldston    | Elisabeth Günther         | Richterin Alice Powel |
| Colby Burton       | Michel Diercks            | Ryan                  |
| Alex Klein         | Richard Lingscheidt       | Sidney                |